# Викари
Викари (итал. Vicari) — коммуна в Италии, располагается в регионе Сицилия, подчиняется административному центру Палермо.
Население составляет 3076 человек, плотность населения составляет 36 чел./км². Занимает площадь 85 км². Почтовый индекс — 90020. Телефонный код — 091.
Покровителями коммуны почитаются святой Георгий, празднование 23 мая и 25 сентября.